# 前900年代
| 千纪： | 前1千纪 |
| 世纪： | 前11世纪 \| 前10世纪 \| 前9世纪                                                                            |
| 年代： | 前930年代 \| 前920年代 \| 前910年代 \| 前900年代 \| 前890年代 \| 前880年代 \| 前870年代                    |
| 年份： | 前909年 \| 前908年 \| 前907年 \| 前906年 \| 前905年 \| 前904年 \| 前903年 \| 前902年 \| 前901年 \| 前900年 |

## 重要事件及趋势
- 大体相当于周共王时期
- 北意大利出現微兰诺威文化
- 前900 - 斯里蘭卡的阿努拉德普勒開始建造
- 前900 — 库施時期
- 前900 — 希腊黑暗时代結束

## 重要人物
- 亚撒
- 耶羅波安一世、拿答、巴沙
- 周共王